# Kościół św. Jakuba na Coudenbergu w Brukseli
Kościół św. Jakuba na Coudenbergu w Brukseli (nid. Sint-Jacob-op-Koudenberg, fr. Église Saint-Jacques-sur-Coudenberg) - główna świątynia Ordynariatu Wojskowego Belgii w Belgii. Mieści się niedaleko Place Royale, na wzgórzu Coudenberg w Brukseli.
Budowa świątyni rozpoczęła się w 1776, zakończyła się w 1787, konsekrowana w 1849. Reprezentuje styl neoklasycystyczny. Projektantem świątyni byli: Jean-Benoît-Vincent Barré, Barnabé Guimard, Louis Montoyer, Tilman-François Suys. Posiada jedną wieżę.